# Riane Eisler
Riane Tennenhaus-Eisler (Wenen, 22 juli 1931) is een Amerikaans cultuurgeschiedkundige, advocaat, auteur en mensenrechtenactiviste.
Eisler vluchtte als jong kind met haar ouders voor de nazi's naar Cuba, en emigreerde later naar de Verenigde Staten. Zij studeerde sociologie en rechten aan de Universiteit van Californië, doceerde daar in een nieuwe wetenschappelijke richting, namelijk vrouwen en wetgeving. Later werd zij universitair docent bij het California Institute of Integral Studies in het postdoctorale Transformative Leadership Program. Zij is hoofdredacteur van het Interdiciplinary Journal of Partnership Studies aan de Universiteit van Minnesota en voorzitter van het Center for Partnership Studies dat gewijd is aan onderzoek en opleiding op het gebied van het partnerschapsmodel dat door haar onderzoek werd geïntroduceerd.

## Partnerschap en dominantiemodellen
Eisler constateerde dat er beperkingen zijn aan de conventionele sociale categorieën zoals gelovig versus seculier, rechts versus links, kapitalistisch versus communistisch, Oost versus West en pre-industrieel versus industrieel of postindustrieel. Zij stelt dat nieuwe sociale paradigma's noodzakelijk zijn die deze beperkingen overstijgen. Zij merkt op dat gemeenschappen binnen al deze categorieën repressief en gewelddadig zijn. Geen enkele gemeenschap heeft antwoord gevonden op de vraag welke instituties en welke overtuigingen een gelijkwaardiger en vreedzamer model van relaties ondersteunen. Het multidisciplinaire en interculturele onderzoek van Eisler naar een antwoord op deze vraag leidde tot een nieuw conceptueel kader voor het begrijpen en verbeteren van sociale systemen: het partnerschap-dominantiecontinuüm.
Het toepassen van het partnerschapsmodel en het dominantiemodel als twee onderliggende sociale configuraties vroeg om een nieuwe analytische benadering die sociale aspecten meeweegt die bij andere modellen genegeerd of gemarginaliseerd worden. Voorbeelden hiervan zijn de relatie tussen mens en natuur, die tussen ouder en kind, genderrollen en relaties, en de manier waarop wij de zorg voor mens en natuur waarderen.

### Dominante cultuur
Eisler introduceerde de term dominante cultuur om een systeem van top-down rangorden te beschrijven dat uiteindelijk gebaseerd is op angst en macht - man over man, man over vrouw, ras over ras, religie over religie, en mens over de natuur. De configuratie van het dominantiesysteem heeft vier kernelementen die elkaar wederzijds ondersteunen: top-down macht in zowel gezinnen als staten en stammen, en alle instituties daar tussenin; rigide mannelijke dominantie — samenhangend met devaluatie door zowel mannen als vrouwen van alles dat stereotypisch als "vrouwelijk" wordt gezien, waaronder zorg en verzorging; de acceptatie, zelfs idealisering, van geweld als middel om je wil aan anderen op te leggen; en een systeem van overtuigingen dat relaties van overheersen of overheerst worden als onvermijdelijk en wenselijk voorstelt. Voorbeelden van gemeenschappen die sterk gericht zijn op het dominantiemodel zijn nazi-Duitsland, Khomeini's Iran en oudere culturen waar chronisch geweld en despotische heerschappij de norm waren.

### Partnerschapsmaatschappij
De configuratie van het partnerschapssysteem daarentegen bestaat uit de volgende vier elkaar ondersteunende kerncomponenten: een meer democratische en gelijkwaardige structuur in zowel het gezin als de staat of stam; gelijkwaardig partnerschap tussen vrouwen en mannen, samenhangend met een hoge waardering in vrouwen en mannen, zowel als in het sociale en economische beleid van karaktertrekken en activiteiten die in het algemeen als vrouwelijk beschouwd worden, zoals zorg en verzorging; weinig misbruik en geweld, omdat die niet nodig zijn om een strakke rangorde van dominantie in stand te houden; en een geloofssysteem dat partnerschapsrelaties en wederzijds respect als normaal en wenselijk ziet.
Voorbeelden van samenlevingen waar partnerschap gebruikelijk is, zijn de Filipijnse stammengemeenschap Teduray, agrarische gemeenschappen zoals de Minangkabau en technologisch hoogontwikkelde samenlevingen zoals Zweden, Noorwegen en Finland. Laatstgenoemde samenlevingen kennen immers een meer democratische en egalitaire structuur in zowel het gezin als de staat, gelijkwaardiger partnerschap tussen mannen en vrouwen, en zorgzamer sociaal beleid op het gebied van gezondheidszorg, ouderschapsverlof en kwalitatief hoogwaardig basisonderwijs, alsmede de afwijzing van geweld in zowel interpersoonlijke als internationale relaties.

### Partnerschap-dominantiecontinuüm
In de vergelijking tussen partnerschaps- en dominantiesystemen analyseert Eisler de androcratie (bestuur van sociale organisaties gedomineerd door mannen) van Indo-Europese en andere maatschappijen, versus een sterkere oriëntatie op het partnerschapsmodel (als onderscheiden van matriarchaat) voor de sociale organisatie van neolithisch Europa en de latere Minoïsche beschaving die in Kreta bloeide in de prehistorische bronstijd.
Om de idee te ondersteunen dat geen van beide geslachten het andere overheerste, citeert Eisler archeologische werken over Zuidoost-Europa, in het bijzonder Kreta. Zij ontleent ook veel aan interculturele studies.
Geen enkele maatschappij is uitsluitend een dominantiesysteem of een partnerschapssysteem. Het is altijd een continue schaal in wat Eisler een partnerschap-dominantiecontinuüm noemt. De bovenstaande configuraties zijn dus eerder ideaaltypisch. Wat anders toevallig lijkt, kan echter wel op zijn plaats vallen met deze configuraties in gedachten. Zo beschrijft Eisler op basis van haar typologie hoe economische systemen zich ontwikkeld hebben in onder andere The Real Wealth of Nations: Creating a Caring Economics, evenals in vele artikelen en hoofdstukken van boeken, zoals “Economics as If Caring Matters” in Challenge.

## Boeken
Eislers internationale bestseller The Chalice and The Blade: Our History, Our Future (Harper Collins San Francisco, 1987) werd door antropoloog Ashley Montagu bejubeld als "het belangrijkste boek sinds Darwins Origin of Species''. Van het boek zijn 500.000 exemplaren verkocht. Het is vertaald in 26 talen, waaronder de meeste Europese talen en Chinees, Turks, Russisch, Koreaans, Hebreeuws, Japans en Arabisch.
Haar boek van 2007, The Real Wealth of Nations: Creating a Caring Economics, stelt een nieuwe benadering voor de economie voor, die het essentiële menselijke werk van zorg voor mensen en voor de planeet zichtbaar en waardevol maakt. Aartsbisschop Desmond Tutu heeft het geprezen als "een blauwdruk voor de betere wereld die we zo dringend zoeken", Peter Senge als “wanhopig nodig", en Gloria Steinem als "revolutionair". In 2014 schreef Eisler samen met professor Teddie Potter van de Universiteit van Minnesota Transforming Interprofessional Partnerships: A New Framework for Nursing and Partnership-Based Health Care, dat professionals in de gezondheidszorg de instrumenten verschaft om de huidige systemen van gezondheidszorg opnieuw te onderzoeken en een zorgzamer, duurzaam systeem te creëren. Het boek won in 2015 de Capstone International Book Award en in 2014 een onderscheiding van het American Journal of Nursing.
Onder Eislers andere boeken is het prijswinnende The Power of Partnership en Tomorrow’s Children, evenals Sacred Pleasure: Sex, Myth, and the Politics of the Body – New Paths to Power and Love, een exploratie van de oorsprong van menselijk geweld, en Women, Men, and the Global Quality of Life, dat de sleutelrol van de status van vrouwen voor de levenskwaliteit per land statistisch documenteert.

## Documentaire
In 2011 baseerde Tiroir A Films (TAF) de documentaire Mother, Caring for 7 Billion op de theorieën van Riane Eisler.

## Activiteiten
Eisler is een wereldwijde keynotespreker op conferenties en is adviseur van het zakenleven en regeringen op het gebied van de toepassing van het partnerschapsmodel dat zij heeft geïntroduceerd. Onder de internationale bijeenkomsten zijn Duitsland op uitnodiging van Prof. Rita Süssmuth, president van de Bundestag (het Duitse parlement) en Daniel Goeudevert (voorzitter van Volkswagen International); Colombia, op uitnodiging van de burgemeester van Bogotá; en Tsjechië, op uitnodiging van Václav Havel (president van Tsjechië). In 2013 werd Eisler uitgenodigd om te spreken tijdens een briefing van het Amerikaanse Congres over "The Economic Return from Investing in Care Work and Early Childhood Education" en voor het Amerikaanse State Department.
Riane Eisler is een van de oprichters van de General Evolution Research Group, lid van de World Academy of Art and Science en de World Business Academy, lid van de Club van Rome, erelid van de Club van Boedapest en adviseur van de World Future Council in Europe. Zij is lid van de World Commission on Global Consciousness and Spirituality (evenals de Dalai Lama, aartsbisschop Desmond Tutu en andere spirituele leiders). Zij is ook medeoprichter van de Spiritual Alliance to Stop Intimate Violence (spirituele alliantie ter bestrijding van huiselijk geweld). Zij is voorzitter van het Center for Partnership Studies dat gewijd is aan onderzoek en opleiding, een organisatie die door de Verenigde Naties erkend is als niet-gouvernementele organisatie. In 2003 was zij een van de ondertekenaars van het Humanist Manifesto, een initiatief van het Center for Partnership Studies.
Zij heeft meer dan driehonderd essays en artikelen geschreven in publicaties op de gebieden van gedragswetenschappen, politieke psychologie, de UNESCO Courier to Brain and Mind, Yes!, de Human Rights Quarterly, het International Journal of Women's Studies, en de Wereldvredesencyclopedie.
Eisler was een van de oprichters van de Women's Rights Law Reporter, het eerste wettelijke periodiek dat zich exclusief met vrouwenrechten bezighoudt. Zij is ook actief lid van de wereldraad van het International Museum of Women.

## Campagne voor een zorgende economie
De Caring Economy Campaign (campagne voor een zorgende economie) is een project van het Center for Partnership studies dat zich richt op het creëren van een partnerschapssysteem met duidelijke maatregelen voor de economische voordelen van de zorg voor mensen en de natuur. Daartoe heeft the Caring Economy Campaign economische indicatoren van sociale rijkdom ontwikkeld om beleidsmakers te helpen bij de ontwikkeling van een economisch systeem dat rekening houdt met onbetaalde en onderbetaalde arbeid, algehele gezondheid en welzijn, en de algemene welvaart van de bevolking.

## De spirituele alliantie ter bestrijding van huiselijk geweld
De missie van de Spiritual Alliance to Stop Intimate Violence (spirituele alliantie ter bestrijding van huiselijk geweld) is het beëindigen van huiselijk geweld — de basis voor het geweld van oorlogen, terrorisme, politieke repressie en misdaad. De alliantie is opgericht door Riane Eisler en winnaar van de Nobelprijs voor de Vrede Betty Williams en is een project van het Center for Partnership Studies.